# Gymnothorax polygonius
Gymnothorax polygonius is een murene die voorkomt in het oosten van de Atlantische Oceaan en dan met name in de wateren rondom Cuba, Madeira en Kaapverdië tot diepten van 50 m.
De soort kan een lengte bereiken van zo'n 70 cm.